# La fine del mondo (Gabry Ponte)
La fine del mondo è un singolo del DJ italiano Gabry Ponte realizzato insieme al gruppo musicale italiano Two Fingerz, pubblicato l'11 aprile 2014 dalla Dance and Love.
La canzone contiene un campionamento dal brano The Final Countdown degli Europe.

## Tracce
Download digitale
1. La fine del mondo (feat. Two Fingerz) – 3:50